# Bengt Berg

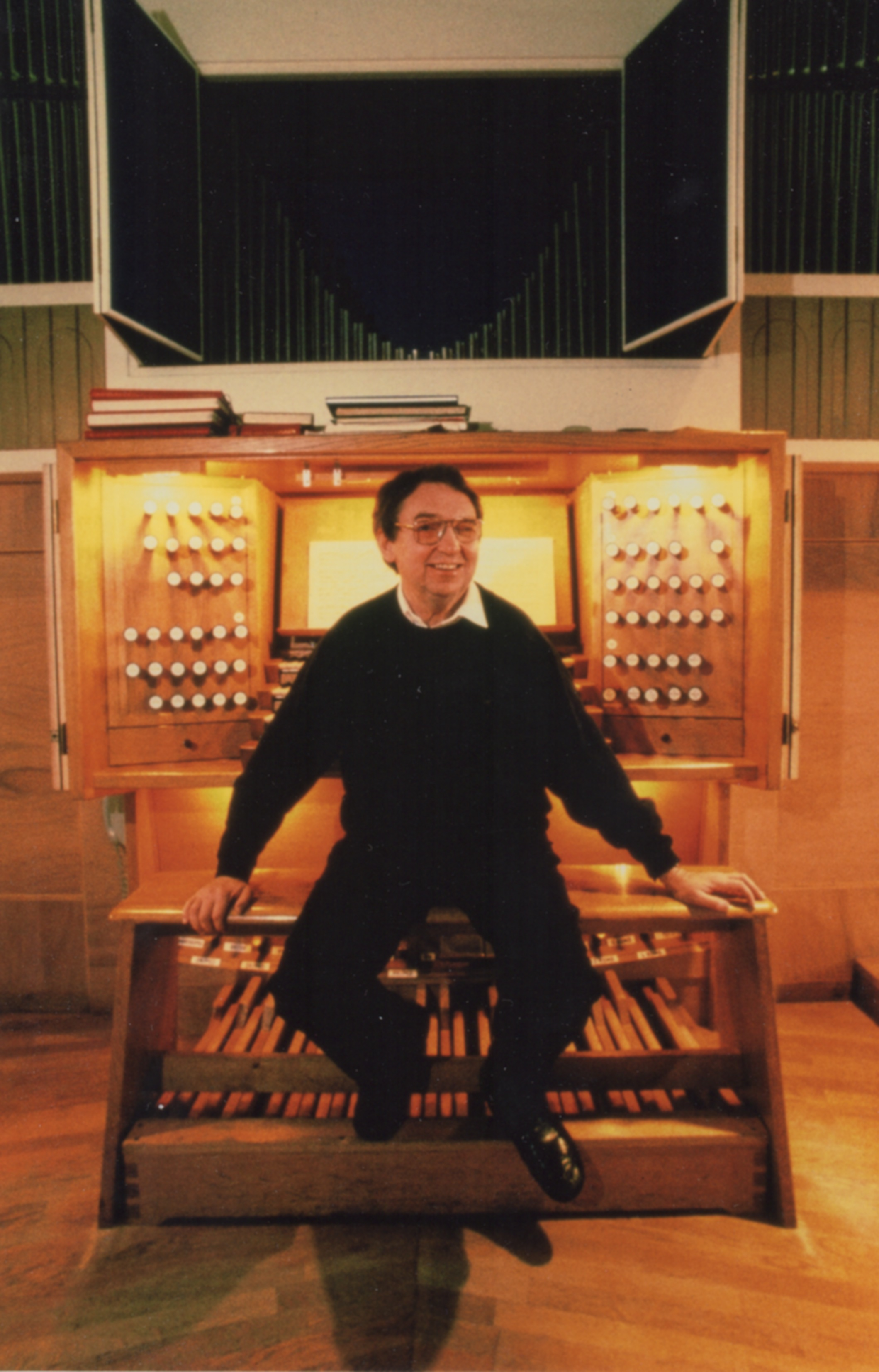
Bengt Berg in 1995

Bengt Berg (Vadstena, 1935-2008) was een Zweeds organist.

## Levensloop
Berg studeerde orgel aan het Koninklijk Conservatorium van Stockholm bij Alf Linder en vervolgens bij Flor Peeters in Antwerpen.
Hij gaf zijn eerste concert in 1962 en heeft sindsdien heel wat concerten gegeven en opnamen gerealiseerd.
In 1964 werd hij organist van de Matteuskerk in Stockholm en bleef dit tot in 2000. Hij speelde levendig en combineerde ritmische precisie met melodieuze expressie.
In 1967 behaalde hij de derde prijs in het internationaal orgelconcours in het kader van het Festival Oude Muziek in Brugge.
In de jaren tachtig werd Berg getroffen door multiple sclerose, zodat hij tegen 2000 het orgelspel moest opgeven. Hij kon wel blijven werken aan arrangementen en aanpassingen van muziek voor orgel en koren.